# Elasmoscelis kankundensis
Elasmoscelis kankundensis är en insektsart som beskrevs av Synave 1958. Elasmoscelis kankundensis ingår i släktet Elasmoscelis och familjen Lophopidae. Inga underarter finns listade i Catalogue of Life.